# (16267) Mcdermott
(16267) Mcdermott est un astéroïde de la ceinture principale.

## Description
(16267) Mcdermott est un astéroïde de la ceinture principale. Il fut découvert le 7 mai 2000 à Socorro (Nouveau-Mexique) par le projet LINEAR. Il présente une orbite caractérisée par un demi-grand axe de 3,00 UA, une excentricité de 0,05 et une inclinaison de 2,6° par rapport à l'écliptique.

## Compléments